# Pasiphila suffusa
Pasiphila suffusa là một loài bướm đêm trong họ Geometridae.